# Todor Krystew
Todor Krystew (bułg. Тодор Кръстев; ur. 8 listopada 1865 w Peruszticy, zm. 22 lipca 1914) – bułgarski polityk i prawnik, minister sprawiedliwości (1908-1910), minister rolnictwa i handlu (1910–1911), deputowany do Zwyczajnego Zgromadzenia Narodowego 14. (1908–1911) i 15. (1911-1913) kadencji.

## Życiorys
Ukończył studia prawnicze na Wolnym Uniwersytecie Brukselskim. Po powrocie do kraju pracował jako adwokat w Sofii i w Płowdiwie. Działał w Partii Demokratycznej, był redaktorem naczelnym pisma Narodna Duma, wydawanego w Płowdiwie. W latach 1908–1913 reprezentował Partię Demokratyczną w Zgromadzeniu Narodowym. W 1908 objął stanowisko ministra sprawiedliwości w gabinecie Aleksandra Malinowa i sprawował je przez dwa lata. W 1910 kierował resortem rolnictwa i handlu.